# 리가현
리가현(러시아어: Рижская губерния)은 1713년부터 1783년까지 존재했던 러시아 제국의 현으로 현도는 리가이다. 현재의 라트비아에 걸쳐 있었다. 1713년 스웨덴이 러시아 제국에 할양하면서 신설되었으며 1783년에 폐지되었다. 1796년에 신설된 리보니아현의 전신이다.